# 李仁 (1946年)
李仁（1946年4月6日—），男，上海人，中华人民共和国政治人物，曾任徐州市人民政府副市长，江苏省工商业联合会主席，江苏省政协副主席。